# Diethelm Weidemann
Diethelm Weidemann (* 13. Februar 1931 in Stettin; † 28. Januar 2024) war ein deutscher Historiker, spezialisiert auf die Zeitgeschichte Süd- und Südostasiens. Er war Professor für Theorie und Geschichte der internationalen Beziehungen in Asien der Humboldt-Universität zu Berlin.

## Leben
Er studierte von 1951 bis 1955 Geschichte an der Universität Leipzig. 1955/56 war er Dozent für Gesellschaftswissenschaft an der Fachschule für Textilindustrie in Karl-Marx-Stadt (dem heutigen Chemnitz), von 1956 bis 1960 wissenschaftlicher Assistent und von 1960 bis 1974 wissenschaftlicher Mitarbeiter am Institut für Internationale Beziehungen (IIB), das Teil der Deutschen Akademie für Staats- und Rechtswissenschaft (DASR) in Potsdam-Babelsberg war. Mit einer Arbeit über Die Entstehung der unabhängigen Staaten in Süd- und Südostasien im Ergebnis des zweiten Weltkrieges promovierte er 1966 an der DASR zum Dr. phil. Anschließend war er wissenschaftlicher Oberassistent für Zeitgeschichte Südostasiens am Institut für Völkerrecht und Internationale Beziehungen der DASR.
Weidemann wurde 1972 Dozent für Neueste Geschichte Südasiens an der Sektion Asienwissenschaften an der Humboldt-Universität zu Berlin (HU). 1974 wurde er ordentlicher Professor für Geschichte Südasiens und war von 1975 bis 1988 Direktor der Sektion Asienwissenschaft. 1990 wurde er ordentlicher Professor für Theorie und Geschichte der internationalen Beziehungen in Asien und Direktor des Instituts für Asien- und Afrikawissenschaften an der HU Berlin. 1996 wurde er emeritiert.

## Schriften (Auswahl)
- Die Entstehung unabhängiger Staaten in Süd- und Südostasien, Ost-Berlin: Deutscher Verlag der Wissenschaften, 1969.
- (mit Renate Wünsche): Vietnam 1945-1970. Der nationale und soziale Befreiungskampf des vietnamesischen Volkes, Ost-Berlin: Deutscher Verlag der Wissenschaften, 1971.
- (mit Wilfried Lulei, Renate Wünsche): Der Kampf des vietnamesischen Volkes für nationale Unabhängigkeit und Frieden, s. l. (Ost-Berlin): Nationalrat der Nationalen Front der Deutschen Demokratischen Republik, 1973.
- (mit Harry Thürk): Indonesien ’65. Anatomie eines Putsches, Ost-Berlin: Militärverlag der DDR, 1977 OCLC 74339992.
- (Hrsg. mit Renate Wünsche): Vietnam, Laos und Kampuchea. Zur nationalen und sozialen Befreiung der Völker Indochinas, Ost-Berlin: Deutscher Verlag der Wissenschaften, 1977.
- Es geht nicht nur um Kashmir. Die Konfliktkonstellation Pakistan–Indien, Bonn 2003 OCLC 313977010
- Afghanistan 2014 – Ende einer Mission. Chance oder Marsch ins Ungewisse?, Berlin 2015, ISBN 978-3-86464-079-7.
- Pakistan – Krise des nachkolonialen Staates, Berlin 2017, ISBN 3-86464-148-9.